# Cleora illustraria
Cleora illustraria là một loài bướm đêm trong họ Geometridae.